# Александер Крістофф
Александер Крістофф  (норв. Alexander Kristoff, 5 липня 1987) — норвезький велогонщик, олімпійський медаліст.
Перемога на останньому етапі Тур де Франс 2018 в команді  Dubai Tour.

## Виступи на Олімпіадах
| Олімпіада   | Дисципліна             | Місце |
| ----------- | ---------------------- | ----- |
| Лондон 2012 | особиста шосейна гонка | 3     |

## Зовнішні посилання
- Досьє на sport.references.com [Архівовано 12 серпня 2012 у Wayback Machine.]